# Architekturpreis des Landes Burgenland
Der Architekturpreis des Landes Burgenland wird alle zwei Jahre im Burgenland vergeben.

## Preisträger

### 2002
Jury: Friedrich Achleitner, Hans Gangoly, Roland Gnaiger, Anna Popelka, Rudolf Szedenik
Preisträger:
- Feller/Vendl Architekten: Rathaus Eisenstadt
- pool Architektur ZT GmbH: Haus s32, Hornstein
- Johannes Spalt: Ausstellungspavillon Wander Bertoni, Winden am See
- Georg W. Reinberg: Inselwelt Jois

Auszeichnungen:
- Adolf Krischanitz mit Mitarbeiter Markus Grob und Mark Gilbert: Haus Sperl, Zurndorf-Friedrichshof
- Sepp Müller: Technologiezentrum Eisenstadt
- HOLODECK.at: Einfamilienhaus benthouse, Großhöflein
- Albert Weber: EMTS-Betriebsgebäude, Parndorf
- gerner gerner plus: "zuck" Bürozubau, Oberpullendorf
- Peter Schneeweis: Haus K., Unterpullendorf
- Pichler und Traupmann Architekten: Glaserei Ebner, Güssing

### 2004
Preisträger:
- Riepl Riepl Architekten: Fachhochschulstudiengänge Bgld GmbH, Eisenstadt
- lichtblau.wagner architekten: Pfarrzentrum Podersdorf
- Hans Gangoly: Grenzüberschreitendes Dialektinstitut Oberschützen

Auszeichnungen:
- X-plan architecture-design: Haus K, Neufeld
- LC 4: Sozialzentrum Pöttsching
- STADTGUT: Wochenendhaus "week ends in wood", Hornstein
- S+ Architekturbüro: Bundesleistungszentrum Segeln/Surfen, Neusiedl/See
- Dietmar Gasser: Weinarchiv Bildein

### 2006
Preisträger:
- Pichler und Traupmann Architekten: Esterhazy Büros, Eisenstadt
- Fritz Brandlhofer: Wohn- und Geschäftshaus, Eisenstadt
- Loudon und Habeler: EFH Schneeberger, Schneeberger
- ARTEC Architekten: Haus B-B und Haus S, Bocksdorf

Auszeichnungen:
- Otmar Hasler: Weingut Renner, Gols
- Halbritter u. Halbritter, Halbritter u. Hillerbrand: Seerestaurant Mole West
- Fritz Brandlhofer: Reihenhausanlage, Eisenstadt
- PUPUR.ARCHITEKTUR: Haus Job (Marienapotheke), Eisenstadt
- Pichler und Traupmann Architekten: Weingut Schützenhof, Deutsch-Schützen

### 2008
Preisträger:
- Wolfgang Feyferlik & Susanne Fritzer: Ordination, Mattersburg
- Atelier Kempe Thill: Franz Liszt Konzerthaus, Raiding
- Dietmar Gasser: Weingut Pfneisl, Klein Mutschen

Auszeichnungen:
- PPAG architects ztgmbh, Anna Popelka, Georg Poduschka: Haus PA 1, Zurndorf-Friedrichshof
- Architekten Halbritter & Hillerbrand: Kindergarten Zemendorf
- Architekturbüro AllesWirdGut: Revitalisierung Schloss Lackenbach; Büro für Landschaftsgestaltung 3 : 0 - Freiraumgestaltung des Schlosshofes
- wgdrei (Maida Coric, Albert Erjavec, Christian Reschreiter, Katharina Volger, Andreas Jaklin, Matthias Gumhalter): minimal housing - deLux, Kukmirn[1]

### 2010
Preisträger:
- Klaus-Jürgen Bauer mit Peter Baldinger: Café Maskaron im Schloss Esterházy
- gaupenraub +/- (Alexander Hagner, Ulrike Schartner): Eiermuseum Wander Bertoni
- polar÷ (Margot Fürtsch-Loos, Siegfried Loos): Wohnbauprojekt Wulkaprodersdorf

Auszeichnungen:
- Architects Collective (Kurt Sattler, Richard Klinger, Andreas Frauscher): Obstbau Leeb
- pointner | pointner (Helmut Pointner, Herbert Pointner): Haus Putz
- Loudon & Habeler (Michael Loudon, Josef Habeler): Haus S.
- Halbritter & Hillerbrand (Herbert Halbritter, Heidemarie Hillerbrand): Kindergarten Kalvarienberg[2]

### 2012
Jury: Friedrich Achleitner, Gerhard Steixner, Margot Fürtsch-Loos, Otmar Hasler, Hannes Klein
Preisträger:
- propeller z: Weingut Heinrich, Gols
- Looping Architecture: Forum Limbach

Auszeichnungen:
- gerner°gerner plus: pöt - Einfamilienhaus Zubau, Pöttelsdorf
- Martin Mostböck: My Cousins House, Oberpullendorf
- Adolf Krischanitz: Atelierhaus - Wirtschaftsgebäude Sperl, Zurndorf
- ARGE Solid architecture und k2architecture.at: BRG Neusiedl am See

### 2014
Preisträger:
- m2architekten: Umbau und Dachgeschossausbau EFH in Markt St. Martin
- Claudia Wimberger, Christian Schremmer, 3:0 Landschaftsarchitektur: Patchwork - Garten und Haus in Deutschkreutz
- Irmgard Frank: Studio B/F, Jennersdorf
- heri&salli: Office off! Bürogebäude, Steinberg-Dörfl

### 2016
Preisträger:
- Purpur Architektur: Streckhof, Klingenbach
- Doris Dockner: Kirche von Neuhaus in der Wart
- Henke Schreieck Architekten: Einfamilienhaus, Buchschachen

### 2020
Preisträger:
- Architekt Juri Troy: den Streckhof mit Schnapsbrennerei, Weingraben[3]
- Solid Architecture (Christina Horner, Christoph Hinterleitner, Tibor Tarcay): Sport- und Kulturhalle Neutal
- Architekten Anna Wickenhauser und Dietmar Gasser in Kooperation mit Albert Kirchengast und Karl Schreiner: Neugestaltung des Hauptplatzes und Rochusplatzes, Stadtschlaining